# Alesso
Alesso, pseudonimo di Alessandro Renato Rodolfo Lindblad (Stoccolma, 7 luglio 1991), è un disc jockey, produttore discografico e remixer svedese con origini italiane.

## Biografia
Figlio di padre svedese e madre italiana (originaria di Spinazzola), è stato scoperto dal connazionale Sebastian Ingrosso, anch'egli DJ.
Dopo i discreti riscontri sul pubblico con i brani Nillionaire e Dynamite nel corso del 2011, a renderlo conosciuto al grande pubblico è il remix di Pressure, brano della cantante Nadia Ali, eletta come "miglior traccia progressive" all'Annual International Dance Music Award del 2011. Il 31 agosto dello stesso anno pubblica il suo nuovo brano Calling, in collaborazione con Sebastian Ingrosso, che risulta la quarta canzone più scaricata da Beatport nel 2011. Il 16 novembre viene pubblicato il suo nuovo brano "Raise Your Head" su etichetta Refune Music, mentre il 21 novembre esce ufficialmente il remix di Titanium, brano di David Guetta cantato da Sia. Nel 2011 fa il suo debutto nella classifica dei Top 100 Djs della nota rivista Dj Magazine al 70º posto.
Dopo aver pubblicato la versione strumentale l'anno precedente, il 29 febbraio 2012 viene pubblicata la versione vocale di Calling, chiamata Calling (Lose My Mind), con la collaborazione di Ryan Tedder degli OneRepublic. Il singolo arriva alla posizione 19 della classifica inglese. Il 24 marzo 2012 fa il suo debutto nel noto radio show Essential Mix di Pete Tong in onda su BBC Radio 1. Partecipa inoltre alle edizioni 2011 e 2012 del celebre festival di musica elettronica Tomorrowland. Il remix di "Silenced by the Night" dei Keane e le tracce "Years", "City of Dreams" (con Dirty South) e "Clash" hanno raggiunto la prima posizione su Beatport, tutte e quattro nel 2012. Nella classifica Top 100 Djs di Dj Mag del 2012 si colloca al 20º posto.
Il 2 aprile 2013 è stato pubblicato il remix del singolo degli OneRepublic If I Lose Myself. Il 4 ottobre è stato presentato all'interno di uno show della famosa emittente radiofonica svedese NRJ il nuovo singolo Under Control con la partecipazione del dj britannico Calvin Harris e del cantante degli Hurts Theo Hutchcraft. Nella classifica Top100DJs di Dj Mag del 2013 scala altre sette posizioni e si colloca al 13º posto.
Durante l'estate del 2014, dopo quasi un anno di inattività, pubblica prima Tear the Roof Up e poi Heroes con la collaborazione della cantante emergente Tove Lo, entrambi i singoli presentati su BBC Radio 1. Inoltre, durante le varie esibizioni live, tra le quali i set di Tomorrowland e degli UMF Miami, sono stati presentati alcuni singoli ancora da pubblicare: tra questi hanno raccolto grande successo Scars, con Ryan Tedder, e Sweet Escape, con Sirena.
A settembre 2014 ha annunciato la prossima pubblicazione del suo primo album, in uscita a maggio 2015. Il 18 ottobre 2014 viene pubblicata la classifica Top100DJs di DJ Mag: Alesso perde due posizioni e si colloca al posto 15.
Dopo Heroes, Alesso decide di pubblicare nel febbraio 2015, un nuovo singolo, Cool, con la collaborazione di Roy English. Il singolo scala le classifiche di ogni parte del mondo e diventa fin da subito suonato in tutte le più importanti discoteche mondiali. Qualche mese dopo, in occasione degli Ultra Music Festival 2015 di Miami, Alesso decide di presentare il singolo If It Wasn't for You, prodotto per il marchio 212 VIP Carolina Herrera, Il 16 maggio, in anteprima mondiale, BBC Radio 1 presenta il singolo Sweet Escape.
Il 31 marzo 2016 Alesso presenta in anteprima su Radio Beats 1 il suo nuovo singolo "I Wanna Know", di cui pubblica in seguito il remix proprio da lui effettuato insieme a Deniz Koyu. Nel settembre dello stesso anno, la cantante di Taipei Jolin Tsai esegue una versione di I Wanna Know. Della stessa cantante Alesso effettua pure il remix di Play.
A fine settembre 2016 suona nella scena del Greek Theater di Los Angeles. L'evento diventa sold out nel giro di pochi minuti dalla messa in vendita dei biglietti.
Il 4 ottobre 2016 è stata annunciata una nuova versione di Years, con la collaborazione di Chen membro degli EXO; la canzone è stata pubblicata il 7 ottobre tramite il progetto SM Station.
Il 21 ottobre dello stesso anno, Alesso pubblica su Spotify, anche grazie all'aiuto di Dillon Francis, il suo nuovo singolo Take My Breath Away, disponibile anche sui digital store.

## Discografia

### Album in studio
- 2015 – Forever

### Mixtape
- 2019 – Progresso Volume 1
- 2021 – Progresso Vol. 2

### Singoli
- 2011 – Calling (Lose My Mind) (con Sebastian Ingrosso feat. Ryan Tedder)
- 2012 – City of Dreams (con Dirty South feat. Matthew Koma)
- 2013 – If I Lose Myself (con gli OneRepublic)
- 2013 – Under Control (con Calvin Harris feat. Hurts)
- 2014 – Heroes (We Could Be) (feat. Tove Lo)
- 2015 – Cool (feat. Roy English)
- 2016 – I Wanna Know (feat. Nico & Vinz)
- 2016 – Take My Breath Away
- 2016 – Falling
- 2016 – Move like That
- 2017 – Let Me Go (con Hailee Steinfeld feat. Florida Georgia Line & Watt)
- 2017 – Is That for Me (con Anitta)
- 2018 – Remedy
- 2018 – Tilted Towers
- 2019 – Sad Song (con Tini)
- 2020 – In the Middle (con i DubVision)
- 2020 – Midnight (feat. Liam Payne)
- 2020 – The End (con Charlotte Lawrence)
- 2021 – Leave a Little Love (con Armin van Buuren)
- 2021 – Going Dumb (con Corsak)
- 2021 – Chasing Stars (con Marshmello e James Bay)
- 2021 – Somebody to Use
- 2021 – When I'm Gone (con Katy Perry)
- 2022 – Dark
- 2022 – Only You (con i Sentinel)
- 2022 – Words (con Zara Larsson)
- 2022 – In My Feelings (con Deniz Koyu)

### Remixes
- Gregori Klosman & Tristan Garner - Fuckin Down (Alesso Remix) (2010)
- Tim Berg - Alcoholic (Alesso Taking It Back Remix) (2010)
- Deniz Koyu feat. Shena - Time of Our Lives (Alesso Remix) (2010)
- Therese - Drop It Like It's Hot (Alesso Remix) (2011)
- Dúné - Heiress of Valentina (Alesso Exclusive Mix) (2011)
- Erik Holmberg & Niko Bellotto feat. JB - Running Up That Hill (Alesso Remix) (2011)
- Nadia Ali, Starkillers & Alex Kenji - Pressure (Alesso Remix) (2011)
- Swedish House Mafia feat. John Martin - Save the World (Alesso Remix) (2011)
- Jasper Forks - River Flows In You (Alesso Remix) (2011)
- DEVolution feat. Amy Pearson - Good Love (Alesso Remix) (2011)
- David Guetta feat. Sia - Titanium (Alesso Remix) (2011)
- Arty - When I See You (Alesso Mix) (2012)
- Alesso vs OneRepublic - If I Lose Myself (Alesso Remix) (2013)
- Alesso vs Maroon 5 - This Summer (Alesso Remix) (2015)
- Jolin Tsai - Play (Alesso Remix) (2016)
- The Chainsmokers & Coldplay - Something Just like This (Alesso remix)  (2017)
- Alesso - Time (Alesso & Deniz Koyu Remix) (2019)
- Alesso - Midnight (Alesso & Esh Remix) (2020)

### Produzioni
- John Martin - Anywhere for You (2014)
- Usher - Numb (2012) (Alesso & Swedish House Mafia)
- Example - Queen of Your Dreams (2012)
- Rita Ora - Anywhere (2017)

## Curiosità
- In un'intervista a Radio Deejay, Alesso ha dichiarato di saper parlare italiano abbastanza bene, anche se non perfettamente, e di essere stato più volte in Italia nella sua casa vacanze a Brindisi[3].

- Il 12 giugno 2024, Alesso ha fatto la proposta di matrimonio all’influencer Erin Michellexo presso Villa Monastero, sul Lago di Como, con un romantico allestimento al tramonto, pianoforte a mezzacoda bianco e candele.[14]

- Il 21 maggio 2015 è stato rilasciato su Steam un contenuto scaricabile per il videogame Payday 2 ambientato in un concerto di Alesso.
- Ha fatto un cameo in We Are Your Friends, film del 2015.

## Classifica DJ Mag
| DJ     | 2011 | 2012 | 2013 | 2014 | 2015 | 2016 | 2017 | 2018 | 2019 | 2020 | 2021 | 2022 | 2023 | 2024 |
| ------ | ---- | ---- | ---- | ---- | ---- | ---- | ---- | ---- | ---- | ---- | ---- | ---- | ---- | ---- |
| Alesso | 70   | 20   | 13   | 15   | 13   | 20   | 37   | 45   | 61   | 45   | 63   | 64   | 52   | 43   |